# World Aquatics
World Aquatics (denominada hasta 2022 Federación Internacional de Natación, FINA) es la federación deportiva que se dedica a regular las normas de la natación competitiva a nivel internacional, así como de celebrar periódicamente competiciones y eventos.
Fue fundada en 1908 y tiene su sede en Lausana (Suiza). Cuenta en 2022 con la afiliación de 209 federaciones nacionales. El presidente en funciones, desde el año 2021, es Husain Al-Musalam de Kuwait.
Es una de las federaciones internacionales reconocidas por el Comité Olímpico Internacional (COI). Además, está afiliada a la Asociación de Federaciones Internacionales Olímpicas de Verano (ASOIF).
World Aquatics está a cargo de seis modalidades de deportes acuáticos: natación, natación artística, natación en aguas abiertas, saltos, saltos de gran altura y waterpolo.

## Historia
La FINA fue fundada el 19 de julio de 1908 en Londres, a finales de los Juegos Olímpicos de Londres 1908, fue fundada por representantes de 8 federaciones nacionales de natación: Alemania, Bélgica, Dinamarca, Finlandia, Francia, Hungría, Reino Unido y Suecia.
- En 1973 se celebró el primer Campeonato Mundial de Natación, en Belgrado con la participación de 686 nadadores de 47 federaciones nacionales.

- En 1979 se celebró la primera Copa Mundial de Waterpolo, en Rijeka (Yugoslavia).

- En 1984 durante los Juegos Olímpicos de Los Ángeles por primera vez aparece la natación artística.

- En 1991 se celebró el primer Campeonato Mundial de Natación en Aguas Abiertas, en Perth (Australia).

- En 1993 se celebró el primer Campeonato Mundial de Natación en Piscina Corta, en Palma de Mallorca con la participación de 313 nadadores de 46 federaciones nacionales.

- En 2022 se decicidió cambiart el nombre de Federación Internacional de Natación (FINA) por la forma World Aquatics.[1]

## Federaciones nacionales
World Aquatics cuenta en 2022 con la afiliación de 209 federaciones nacionales, divididas en cinco confederaciones continentales:
- África (52): Africa Aquatics
- América (45): PanAm Aquatics
- Asia (45): Asia Aquatics
- Europa(52): European Aquatics
- Oceanía (15): Oceania Aquatics

## Eventos
World Aquatics organiza campeonatos para cada una de sus cinco disciplinas.

### Campeonato Mundial de Natación
El mayor evento de World Aquatics es el Campeonato Mundial de Natación, que actualmente se celebra cada año impar. Cuenta con competiciones en las cinco disciplinas acuáticas. Antes de 2000, el evento se llevaba a cabo cada 4 años, el mismo año que los Juegos Olímpicos.

### Natación
- Campeonato Mundial de Natación (piscina de 50 m) – evento realizado cada año impar y que incluye pruebas de las seis disciplinas de la federación: natación, natación artística, natación en aguas abiertas, saltos, saltos de gran altura y waterpolo.
- Campeonato Mundial de Natación en Piscina Corta (piscina de 25 m) – evento realizado cada año par e incluye sólo pruebas de natación.
- Campeonato Mundial de Natación en Aguas Abiertas – realizado anualmente: en los años impares se realiza dentro del Campeonato Mundial de Natación.
- Natación en los Juegos Olímpicos – realizado cada cuatro años.

### Waterpolo
Competiciones de selecciones nacionales, categoría absoluta
- Campeonato Mundial – se celebra cada dos años en el marco del Campeonato Mundial de Natación. Masculino y femenino.
- Copa Mundial – se celebra cada cuatro años. Masculino y femenino.
- Liga Mundial – se celebra anualmente. Masculino y femenino.

Competiciones de selecciones nacionales, categorías inferiores
- Campeonato Mundial Junior Masculino – se celebra cada año impar.
- Campeonato Mundial Junior Femenino – se celebra cada año impar.
- Campeonato Mundial Juvenil – se celebra cada año par, por primera vez en 2012. Masculino y femenino.

### Otras disciplinas
- Aguas abiertas: Campeonato Mundial de Natación en Aguas Abiertas.
- Natación artística: Trofeo Mundial de Natación Artística.

## Organización

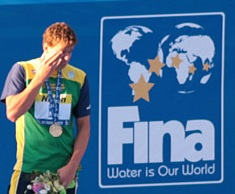
Logo de la FINA detrás del nadador

Los miembros de World Aquatics se reúnen cada cuatro años, generalmente coincidiendo con los campeonatos mundiales de natación. Hay dos tipos de reuniones de World Aquatics: la primera es el Congreso General, en el que se reúnen las autoridades más importantes de World Aquatics, y la segunda el Congreso Técnico. Cualquier problema técnico relativo a las cinco disciplinas acuáticas de la World Aquatics es decidida por el Congreso técnico. Cada Congreso tiene dos miembros votantes de cada federación miembro, el presidente honorario y los miembros de honor. El Congreso Técnico cuenta con miembros sin derecho a voto. El Congreso Extraordinario se lleva a cabo de vez en cuando, para hacer frente a un tema específico o área de interés (por ejemplo para los campeonatos del mundo de 2009 para revisar las reglas de natación se llevó a cabo un Congreso extraordinario).  Todas las reuniones del Congreso están presididas por el presidente de World Aquatics. 
Entre los miembros del Congreso, un número pequeño de 22 miembros, llamados la mesa FINA, se reúnen para actuar de manera oportuna sobre temas que no pueden esperar a ser tratados por todo el congreso. Es la oficina que se elige la mesa FINA.
Diferentes comités y comisiones también ayudan con la supervisión de disciplinas individuales o cuestiones relacionadas con el tema (por ejemplo, el Comité Antidopaje).

## Presidentes
Cada mandato presidencial es de cuatro años, comenzando y terminando en el año siguiente a los Juegos Olímpicos (es decir, 2013-2017 es el término actual).
| Núm. | Periodo   | Nombre                 | País           |
| ---- | --------- | ---------------------- | -------------- |
| 1    | 1908-1924 | George William Hearn   | Reino Unido    |
| 2    | 1924-1928 | Erik Bergvall          | Suecia         |
| 3    | 1928-1932 | Émile-Georges Drigny   | Francia        |
| 4    | 1932-1936 | Walter Binner          | Alemania       |
| 5    | 1936-1948 | Harold Fern            | Reino Unido    |
| 6    | 1948-1952 | René de Raeve          | Bélgica        |
| 7    | 1952-1956 | Mario Luis Negri       | Argentina      |
| 8    | 1956-1960 | Jan de Vries           | Países Bajos   |
| 9    | 1960-1964 | Max Ritter             | Estados Unidos |
| 10   | 1964-1968 | William Berge Phillips | Australia      |
| 11   | 1968-1972 | Javier Ostos Mora      | México         |
| 12   | 1972-1976 | Harold Henning         | Estados Unidos |
| 13   | 1976-1980 | Javier Ostos Mora      | México         |
| 14   | 1980-1984 | Ante Lambaša           | Yugoslavia     |
| 15   | 1984-1988 | Robert Helmick         | Estados Unidos |
| 16   | 1988-2009 | Mustafá Larfaoui       | Argelia        |
| 17   | 2009-2021 | Julio César Maglione   | Uruguay        |
| 18   | 2021-2025 | Husain Al-Musalam      | Kuwait         |